# Deep Underground Neutrino Experiment

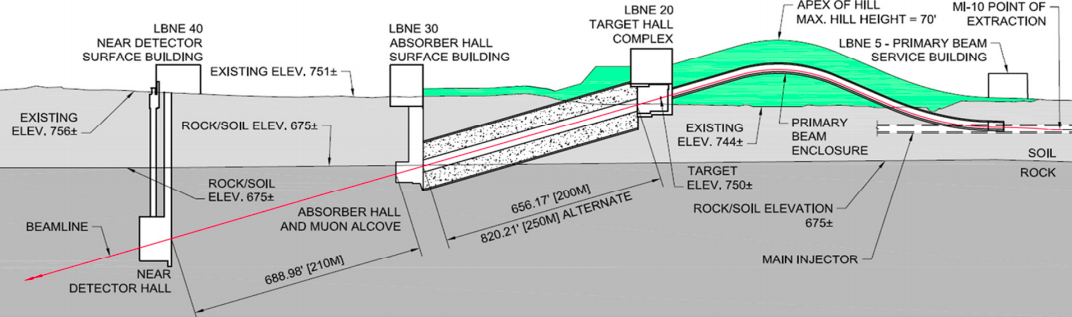
Схема эксперимента

Deep Underground Neutrino Experiment (DUNE) — планируемый эксперимент по изучению осцилляций мюонного нейтрино в другие типы нейтрино. Начало работы запланировано на середину 2020-х годов.
Конструкция детектора эксперимента рассчитана на четыре модуля жидкого аргона объемом по 10 килотонн каждый. Ожидается, что первые два модуля будут завершены в 2024 году. Пучок нейтрино будет запущен в 2026 году. Последний модуль планируется ввести в эксплуатацию в 2027 году. 
Будет использовать пучок нейтрино, порождаемый протонным ускорителем в лаборатории Фермилаб. Затем свойства этого пучка нейтрино будут изучать два нейтринных детектора: ближний, расположенный также в Фермилаб (штат Иллинойс), и дальний, расположенный на расстоянии 1300 км в Сэнфордской лаборатории (Южная Дакота). Задачами эксперимента являются: изучение иерархии масс трёх состояний нейтрино; изучение механизма, посредством которого нейтрино приобретают массу; поиск проявлений нарушения CP-инвариантности.